# Потешная улица
Поте́шная у́лица — улица в Восточном административном округе города Москвы на территории района Преображенское, неподалёку от реки Яузы. Пролегает между Преображенской улицей и улицей Богородский Вал, параллельно Набережной Ганнушкина. Вправо отходят: улица Атарбекова (номинально, отделена метротоннелем), 2-я улица Бухвостова и 3-я улица Бухвостова.
Нумерация домов начинается от Преображенской улицы.

## Название
Бывший Проектированный переулок переименован в конце XIX века в связи с изменением типа городского объекта. Новое название было связано с некогда здесь расположенным «потешным городком» села Преображенское, где в конце XVII века жили потешные войска — участники военных игр молодого Петра I, будущие солдаты Семеновского и Преображенского полков.

## История
Строительство потешного (стольного) городка для 12-летнего царя Петра Алексеевича началось у Яузы осенью 1684 года. Потешная крепость была названа Пресбургом в честь знаменитой венгерской крепости. Строения были уничтожены уже к началу XIX века.

## Здания и сооружения

### Мосты
- Преображенский метромост — трёхпролётный мост через Яузу общей длиной	 330 метров, был открыт 31 декабря 1965 года.

### Здания
Всего по улице числится 15 домов:

#### По нечётной стороне
- № 3, стр. 1—4,  ЦГФО — Котовская часть Преображенской психической больницы (XIX век; 1908—1910, 1912—1913, архитектор И. П. Машков).

Купцы Котовы купили здесь землю и создали на ней фабрику в начале XIX века. В начале XX века семейство разорилось, и в 1904 году его владение перешло в собственность городской управы, после чего было передано открывшейся в 1904 году Преображенской больнице. В 1908—1910 годах два корпуса фабрики Котова, стоявшей на этом месте, были перестроены по проекту архитектора И. П. Машкова под психиатрическую лечебницу и общежитие для обслуживающего персонала. В 1912—1913 годах Машков перестроил и расширил комплекс больницы благодаря взносам купцов Алексеевых, Королёвых и Хрущёвых — новые строения были названы в память умерших родственников благотворителей.
После революции больница была переименована, 25 ноября 1936 года ей было присвоено имя психиатра П. Б. Ганнушкина (1875—1933), в настоящее время это Московская городская клиническая психиатрическая больница имени П. Б. Ганнушкина, в состав которой входят Психиатрическая клиническая больница № 4, Московский НИИ психиатрии и Федеральный научно-методический центр суицидологии. В 1975 года при больнице был открыт мемориальный музей П. Б. Ганнушкина.

## Транспорт
Ближайшая станция метро — «Преображенская площадь».

### Наземный транспорт
Улица фактически разделена на две части коробом метротоннеля, в который переходит Преображенский метромост. Сквозного проезда нет: транспорт, движущийся от улицы Богородский Вал, выходит на Набережную Ганнушкина неподалёку от метромоста.
Общественный транспорт не ходит.
До 23 мая 2024 года на стороне, прилегающей к улице Богородский Вал, ходил автобус № 265 с остановками:
- «Больница № 4»
- «Потешная улица»

## В культуре
Улица упоминается в романе В. Д. Осипова «Я ищу детство».